# Thinoseius ramsay
Thinoseius ramsay is een mijtensoort uit de familie van de Eviphididae. De wetenschappelijke naam van de soort is voor het eerst geldig gepubliceerd in 1969 door Evans.